# 平湖镇 (古田县)
平湖镇，是中华人民共和国福建省宁德市古田县下辖的一个乡镇级行政单位。

## 行政区划
平湖镇下辖以下地区：
溪洲村、赖墩村、玉源村、平湖村、新舫村、乔洋村、玉库村、溪坂村、钱坂村、前进村、上进村、中院村、院坪村、端溪村、南岭村、唐宦村、端上村、山头顶村、下嵩州村、后岩村、达才村、官州村、嵩州村、富达村、招坑村、银坑村、兰塔村、后洋村和梅洋村。

## 中国传统村落
2012年，富达村被评为首批“中国传统村落”。